# Senkivka (Černihivská oblast)
Senkivka (ukrajinsky Сеньківка, rusky Сеньковка – Senkovka) je vesnice na severu Černihivské oblasti na Ukrajině. K roku 2017 v ní žilo 140 obyvatel.

## Poloha
Leží u severního okraje Černihivské oblasti, 31 kilometrů severně od Horodni, 87 kilometrů severně od Černihiva, správního střediska rajónu a oblasti, a jen několik kilometrů jižně od trojmezí, kde se setkávají hranice mezi Ukrajinou, Běloruskem a Ruskem. Je zde také stejnojmenný hraniční přechod. Na druhé straně hraničního přechodu za rusko-ukrajinskou hranicí je vesnice Novyje Jurkoviči, na druhé straně bělorusko-ukrajinské hranice je vesnice Vesjaloŭka.

## Historie a památky

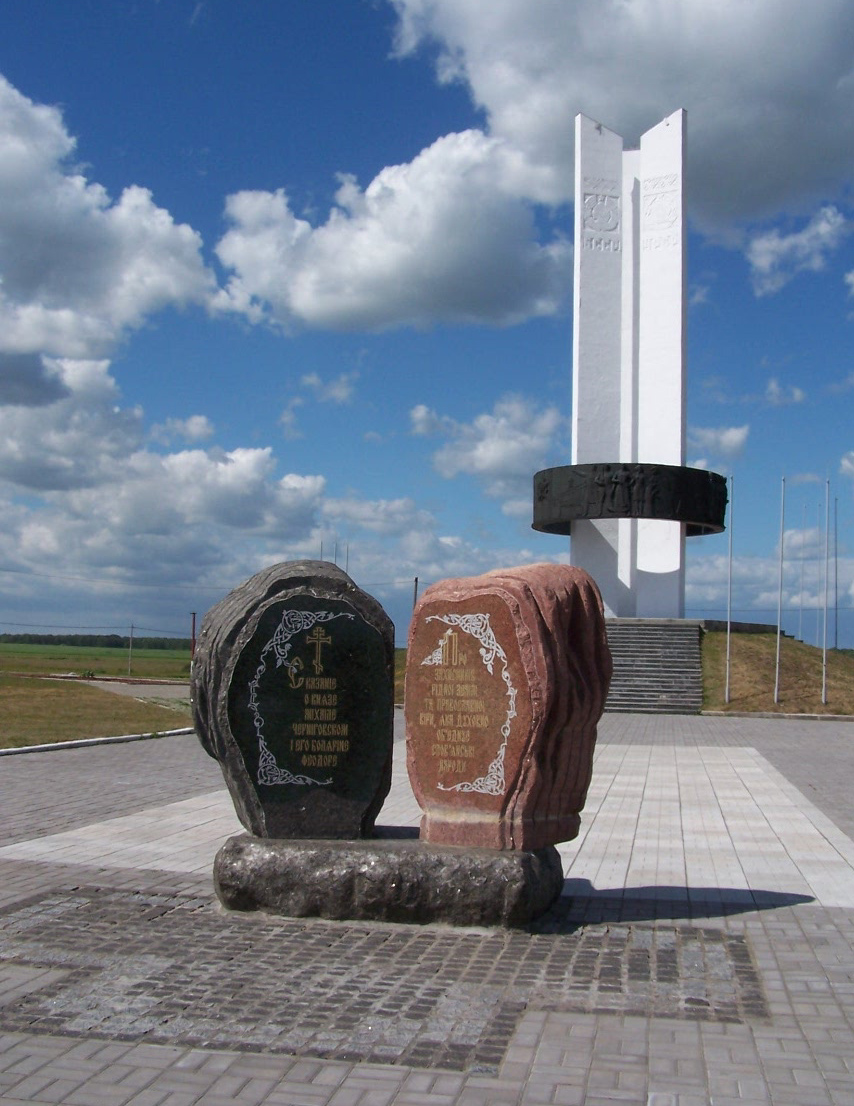
Památník Tři sestry na hranici tří zemí

- archeologická lokalita starověkého osídlení
- slovanské pohřebiště: mohyla z období Kyjevské Rusi, 9.–12. století
- První písemná zmínka o existenci obce je z roku 1626.
- V 19. století byla Senkivka součástí Moščenského volostu Gorodňanského okresu Černihivské provincie.
- pravoslavný chrám Nanebevzetí Rodičky
- Tři sestry – památník s pomníkem, vztyčený roku 1975 na kopci u trojmezí na oslavu přátelství obyvatel tří sousedních národů běloruského, ruského a ukrajinského. Až do roku 2013 se zde každoročně konaly oslavy, jež skončily po začátku ruské vojenské intervence na Ukrajině v roce 2014. [1]